# Brzezinki (Wręczyca Wielka)
Pour les articles homonymes, voir Brzezinki.
Brzezinki (prononciation : [bʐɛˈʑinki]) est une localité polonaise de la gmina de Wręczyca Wielka, située dans le powiat de Kłobuck en voïvodie de Silésie.